# Oude Plichten
De Oude Plichten (Engels: Old Charges) is de verzamelnaam voor een reeks manuscripten uit de vijftiende tot de achttiende eeuw, die een legendarische geschiedenis van het steenhouwersambacht bevatten, gecombineerd met morele voorschriften en regels voor gedrag binnen de broederschap. De teksten worden beschouwd als de oudste bewaard gebleven documenten die in verband staan met de vrijmetselarij.

## Kenmerken
De Oude Plichten combineren mythologische geschiedenissen met richtlijnen voor het gedrag van steenhouwers, zoals broederlijke gelijkheid, rechtvaardige betaling en gehoorzaamheid aan de leiding. Hoewel de teksten in oorsprong gericht waren op ambachtelijke organisaties, ontwikkelden zij zich tot een meer symbolisch en ritueel genre dat binnen de speculatieve vrijmetselarij een belangrijke rol ging spelen. In tegenstelling tot continentale gildeordonnanties bevatten de Old Charges relatief weinig praktische bepalingen over werkomstandigheden of financiën.

## Overlevering en verspreiding
De oudst bekende manuscripten van de Oude Plichten dateren uit het begin van de vijftiende eeuw, maar er zijn ook versies bekend uit de zestiende en zeventiende eeuw. In totaal zijn meer dan 120 exemplaren bewaard gebleven. Vanaf 1583 werden ze frequent gekopieerd, vooral in Engeland en Schotland, en sommige versies werden gebruikt bij initiatierituelen.

## Regius- en Cooke-manuscript
De twee oudst bekende en invloedrijkste versies van de Oude Plichten zijn het Regiusmanuscript en het Cooke-manuscript. Beide manuscripten dateren uit de eerste helft van de vijftiende eeuw en behandelen vergelijkbare onderwerpen, maar verschillen in vorm, omvang en literaire stijl. 
- Het Regiusmanuscript is een moraliserend gedicht van 794 regels dat een legendarische oorsprong van het ambacht schetst en gedragsregels toeschrijft aan koning Æthelstan.
- Het Cooke-manuscript is een prozatekst die de geschiedenis uitbreidt met bijbelse en klassieke elementen en bijzondere nadruk legt op het recht van metselaars om een jaarlijkse assemblee te houden.

## Kritiek en herinterpretatie
Reeds in de zeventiende eeuw werd de historische juistheid van de verhalen in twijfel getrokken. Toch bleven de manuscripten invloedrijk binnen de vrijmetselarij, ook na de stichting van de Premier Grand Lodge of England in 1717. In de achttiende eeuw probeerde James Anderson de traditionele overlevering te harmoniseren met moderne historische inzichten in zijn Constitutions of Freemasonry (1723).

## Historisch belang
De Oude Plichten vormen een cruciale schakel in de overgang van de operatieve vrijmetselarij naar de speculatieve vrijmetselarij. Ze illustreren hoe middeleeuwse ambachtelijke broederschappen zichzelf legitimeerden door middel van verzonnen tradities, en hoe deze narratieven werden aangepast om bestaansrecht te geven aan latere maçonnieke praktijken.